# Ancre (Vanne)
Die Ancre ist ein kleiner Fluss in Frankreich, der im Département Aube in der Region Grand Est verläuft. Sie entspringt an der Gemeindegrenze von Maraye-en-Othe und Bercenay-en-Othe, entwässert generell  Richtung Nordnordwest durch die Naturlandschaft Pays d’Othe und mündet nach rund 16 Kilometern im Gemeindegebiet von Estissac als linker Nebenfluss in die Vanne.

## Orte am Fluss
(Reihenfolge in Fließrichtung)
- La Perrière, Gemeinde Maraye-en-Othe
- Bercenay-en-Othe
- Chennegy
- Thuisy, Gemeinde Estissac
- Estissac